# Stazione di Vienna Meidling
La stazione di Vienna Meidling (in tedesco: Bahnhof Wien Meidling) è una delle principali stazioni ferroviarie di Vienna, capitale dell'Austria.
Dopo la demolizione della Südbahnhof avvenuta nel 2009 per costruire la nuova Stazione di Wien Hauptbahnhof, la stazione di Meidling ha assunto le funzioni della Südbahnhof ed è frequentata oggi da circa 55.000 passeggeri al giorno, un dato che la rende una delle stazioni ferroviarie più frequentate del Paese. La stazione ospita anche la fermata Bahnhof Meidling della linea U6 della metropolitana di Vienna.

## Movimento

### Lunga percorrenza
La stazione è attualmente servita dalle seguenti linee a media e lunga percorrenza:
- ICE Amburgo - Hannover - Kassel - Norimberga - Passau - Linz - St. Pölten - Vienna - Aeroporto di Vienna-Schwechat
- ICE Dortmund - Essen - Düsseldorf - Colonia - Koblenz - Francoforte sul Meno - Norimberga - Passau - Linz - St. Pölten - Vienna - Aeroporto di Vienna-Schwechat
- Railjet Zurigo HB - Innsbruck - Salisburgo - Linz  - St. Pölten - Vienna - Győr - Budapest
- Railjet Monaco di Baviera - Salisburgo - Linz  - St. Pölten - Vienna - Győr - Budapest
- Railjet Francoforte sul Meno - Innsbruck - Salisburgo - Linz  - St. Pölten - Vienna - Győr - Budapest
- Railjet Graz - Vienna - Breclav - Brno - Pardubice - Prague
- Railjet Villach - Klagenfurt - Vienna
- EuroCity Vienna - Győr - Budapest - Kiskunmajsa - Novi Sad - Belgrado
- EuroCity Vienna - Győr - Budapest - Debrecen
- EuroCity Vienna - Breclav - Ostrava - Katowice - Warsaw
- EuroCity Zagreb - Maribor - Graz - Vienna
- EuroNight Roma - Firenze - Bologna - Venezia - Villach - Klagenfurt - Vienna

### S-Bahn
Vi transitano inoltre i treni delle seguenti linee del trasporto ferroviario suburbano:
- Wien Meidling - Gänserndorf
- Mödling - Laa a. d. Thaya
- Wiener Neustadt Hbf - Hollabrunn
- Wiener Neustadt Hbf - Tullnerfeld
- Bruck a. d. Leitha - Wiener Neustadt Hbf
- Wien Hirschstetten - Unter Purkersdorf